# Stergos Marinos
Stergos Marinos (griechisch Στέργος Μαρίνος, * 17. September 1987 auf Kos) ist ein griechischer Fußballspieler.

## Karriere
Marinos begann seine Karriere in der Jugendmannschaft von Asklipios Kos, ehe er 2005 zu Atromitos Athen wechselte. Bereits in der 2005/06er Saison kam er zum Einsatz. Bereits in der ersten Saison wurde der Mittelfeldspieler siebenter der höchsten griechischen Spielklasse. Nach dem achten Platz 2006/07 stieg man 2007/08 ab. Mit dem Meistertitel 2008/09 folgte der Wiederaufstieg.
Nach dem Aufstieg wechselte Marinos zu Panathinaikos Athen. Dort konnte er auch zum ersten Mal auf europäischer Bühne spielen. Im Gruppenspiel der Gruppe F gegen den Vertreter aus der Türkei, Galatasaray Istanbul, spielte er durch. Das Spiel in Athen ging 1:3 verloren. 2010 gewann er mit dem Verein auf Anhieb das Double und gab in dieser Zeit auch sein Debüt in der A-Nationalmannschaft.
Nach vier Jahren in der Hauptstadt wechselte er dann weiter zum belgischen Verein RSC Charleroi. Nach dem Ligaspiel am 26. Oktober 2019 gegen Royal Excelsior Mouscroen war sein nächstes Spiel am 11. Februar 2020, als er gegen den KV Mechelen eine Minute vor Schluss eingewechselt wurde. Danach gehörte er auch nicht mehr zum Spieltagskader. Anfang November 2020 einigte er sich nach 166 Ligaspielen und 17 weiteren Pflichtspielen (Pokal, Entscheidungsspiele der Division 1A für die Europa-League-Qualifikation und Europa-League-Qualifikation) mit dem Verein auf die Auflösung seines Vertrages. Seitdem ist er ohne Verein.

## Erfolge
- Griechischer Meister: 2010
- Griechischer Pokalsieger: 2010